# Damian Sylwestrzak
Damian Sylwestrzak (Breslavia, 16 marzo 1992) è un arbitro di calcio polacco.

## Carriera
Esordisce nella massima serie polacca, Ekstraklasa, il 18 luglio 2020 dirigendo Wisła Cracovia-Arka Gdynia (0-1)
Promosso internazionale nel 2021 fa il suo esordio come arbitro della UEFA dirigendo l'incontro valido per le Qualificazioni al Campionato europeo di calcio Under-21 2023 Islanda-Cipro.
Il 17 luglio 2021 viene selezionato per dirigere la finale della Supercoppa di Polonia Legia Varsavia-Raków Częstochowa terminata 4-5 (d.t.r.)
Il 21 settembre 2023 esordisce nella fase a gironi di una competizione UEFA dirigendo l'incontro di Conference League Viktoria Plzeň-Ballkani.